# Christopher Rusdianto
Christopher Rusdianto (* 22. September 1990) ist ein indonesischer Badmintonspieler.

## Karriere
Christopher Rusdianto siegte 2011 bei den Bahrain International im Herrendoppel mit Andrei Adistia. Mit ihm wurde er auch Zweiter beim India Grand Prix Gold 2011. Bei den Giraldilla International 2011 siegte er sowohl im Doppel als auch im Mixed.

## Sportliche Erfolge
| Saison | Veranstaltung            | Disziplin    | Platz | Name                                    |
| ------ | ------------------------ | ------------ | ----- | --------------------------------------- |
| 2011   | Bahrain International    | Herrendoppel | 1     | Christopher Rusdianto / Andrei Adistia  |
| 2011   | India Grand Prix Gold    | Herrendoppel | 2     | Christopher Rusdianto / Andrei Adistia  |
| 2011   | Giraldilla International | Herrendoppel | 1     | Christopher Rusdianto / Berry Angriawan |
| 2011   | Giraldilla International | Mixed        | 1     | Christopher Rusdianto / Dwi Agustiawati |